# Przedostatnia pułapka
Przedostatnia pułapka (ang. The Penultimate Peril) – dwunasty tom serii książek pt. Seria niefortunnych zdarzeń, napisanej przez amerykańskiego pisarza Daniela Handlera pod pseudonimem Lemony Snicket. Powieść została wydana w latach 2005 (wersja angielska) i 2006 (wersja polska). Składa się z trzynastu rozdziałów. Premiera serialowej ekranizacji książki na platformie Netflix w Polsce i na świecie odbyła się 1 stycznia 2019 roku; akcja powieści stanowi piąty oraz szósty odcinek trzeciego sezonu produkcji. 

## Fabuła
Osierocone rodzeństwo Baudelaire wyrusza z tajną misją do Hotelu Ostateczność. Wioletka, Klaus i Słoneczko przyjmują rolę boyów hotelowych, którzy muszą rozwikłać tajemnice sekretnej sieci organizacji o nazwie WZS. W działaniach ponownie przeszkadza im Hrabia Olaf, a także wszyscy dotychczasowi wrogowie bohaterów. 